# Eppo (revista)

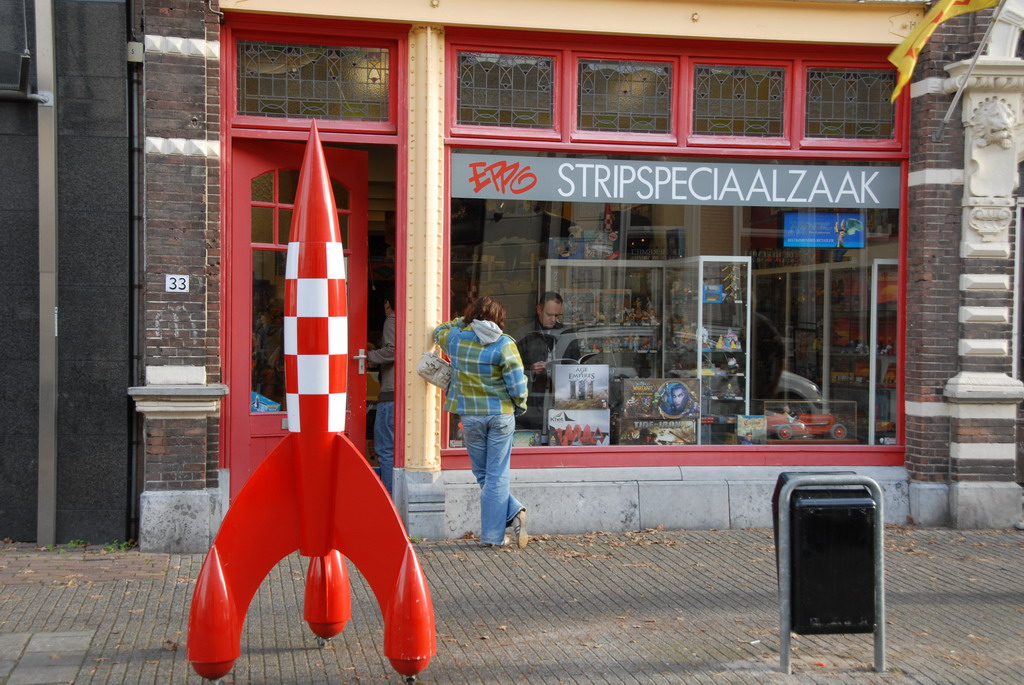

Eppo es una revista de historietas neerlandesa, surgida en 1975 de la fusión de las revistas Pep y Sjors. Dirigida al público juvenil, su nombre procede de la serie homónima que Uco Egmond desarrollase para Pep.

## Trayectoria editorial
La historieta de la revista ha sido bastante azarosa, con cambios de nombre y una resurrección en 2009, tras su cierre en 1999.

## Contenido
En Eppo se han continuado series autóctonas cómicas como De Generaal (Peter de Smet) o Agent 327 (Martin Lodewijk), además de presentar otras nuevas como Tristán el salteador de Hanco Kolk/Peter de Wit y de grafismo realista como De Partners (1976) de Carry Brugman/Dick Matena, De partizanen (1977) de Jules Radilovic/Dordge Lebovic o Storm (1977) del británico Don Lawrence y varios guionistas. También ha editado los clásicos del cómic franco-belga como Asterix, Leonardo, Blueberry o Lucky Luke.
| Fecha     | Título            | Autoría                        |
| --------- | ----------------- | ------------------------------ |
| 1975-1985 | Agent 327         | Martin Lodewijk                |
| 1975      | Bollie & Billie   | Roba                           |
| 1975-1983 | Franka            | Henk Kuijpers                  |
| 1975-1984 | Johnny Goodbye    | Martin Lodewijk/Dino Attanasio |
| 1975-1983 | Opa               | Ryssack                        |
| 1976-1985 | De Leukebroeders  | Peer Coolen/Uco Egmond         |
| 1976-1985 | Leonardo          | Bob de Groot/Philippe Liegeois |
| 1977-1985 | Storm             | Varios guionistas/Don Lawrence |
| 1981      | Dan Cooper        | Albert Weinberg                |
| 1981      | Michel Vaillant   | Jean Graton                    |
| 1983-1985 | Gilles de Geus    | Peter de Wit/Hanco Kolk        |
| 1983-1985 | Tangy & Lavendure | Charlier/Uderzo                |